# Kíevka (Krasnodar)
|  | Per a altres significats, vegeu «Kíevka». |

Kíevka - Киевка (rus) - és un khútor del krai de Krasnodar, a Rússia. Es troba a la vora esquerra del riu Kuban, a la frontera amb el krai de Stàvropol. És a 27 km al sud-est de Gulkévitxi i a 158 km a l'est de Krasnodar.
Pertany al poble d'Otrado-Ólguinskoie.